# Franko Škugor
Franko Škugor (født 20. september 1987 i Šibenik, Jugoslavien) er en professionel tennisspiller fra Kroatien.